# Puchar Karaibów w piłce ręcznej 2013
Puchar Karaibów 2013 – zawody piłki ręcznej służące jako kwalifikacja do turnieju piłki ręcznej na Igrzyskach Ameryki Środkowej i Karaibów 2014. Odbyły się w dniach 5–9 listopada 2013 roku w dominikańskim mieście Santo Domingo.
Zgodnie z systemem eliminacji do Igrzysk Ameryki Środkowej i Karaibów 2014 kwalifikację uzyskać miały zarówno z turnieju męskiego, jak i żeńskiego po cztery czołowe drużyny. W związku z wycofaniem się tuż przed turniejem zespołów Haiti i Wenezueli cała czwórka uczestniczących żeńskich reprezentacji uzyskała awans na igrzyska. W zawodach mężczyzn natomiast wśród pięciu uczestniczących zespołów znajdowała się reprezentacja Meksyku mająca jako gospodarz zagwarantowany automatyczny awans na igrzyska, toteż dołączyły do niej pozostałe startujące zespoły.

## Mężczyźni
| 5 listopada 201314:00 | Kuba | 31:22 | Meksyk | Santo Domingo |
| 5 listopada 201314:00 |      | 31:22 |        | Santo Domingo |

| 5 listopada 201318:00 | Portoryko | 23:29 | Dominikana | Santo Domingo |
| 5 listopada 201318:00 |           | 23:29 |            | Santo Domingo |

| 6 listopada 201314:00 | Portoryko | 19:37 | Kuba | Santo Domingo |
| 6 listopada 201314:00 |           | 19:37 |      | Santo Domingo |

| 6 listopada 201318:00 | Kolumbia | 24:16 | Meksyk | Santo Domingo |
| 6 listopada 201318:00 |          | 24:16 |        | Santo Domingo |

| 7 listopada 201314:00 | Kolumbia | 23:26 | Dominikana | Santo Domingo |
| 7 listopada 201314:00 |          | 23:26 |            | Santo Domingo |

| 7 listopada 201318:00 | Meksyk | 30:29 | Portoryko | Santo Domingo |
| 7 listopada 201318:00 |        | 30:29 |           | Santo Domingo |

| 8 listopada 201314:00 | Kuba | 36:23 | Kolumbia | Santo Domingo |
| 8 listopada 201314:00 |      | 36:23 |          | Santo Domingo |

| 8 listopada 201318:00 | Dominikana | 36:30 | Meksyk | Santo Domingo |
| 8 listopada 201318:00 |            | 36:30 |        | Santo Domingo |

| 9 listopada 201314:00 | Portoryko | 33:25 | Kolumbia | Santo Domingo |
| 9 listopada 201314:00 |           | 33:25 |          | Santo Domingo |

| 9 listopada 201318:00 | Kuba | 29:31 | Dominikana | Santo Domingo |
| 9 listopada 201318:00 |      | 29:31 |            | Santo Domingo |

## Kobiety
| 5 listopada 201316:00 | Portoryko | 17:30 | Dominikana | Santo Domingo |
| 5 listopada 201316:00 |           | 17:30 |            | Santo Domingo |

| 6 listopada 201312:00 | Kuba | 33:21 | Portoryko | Santo Domingo |
| 6 listopada 201312:00 |      | 33:21 |           | Santo Domingo |

| 6 listopada 201316:00 | Kolumbia | 13:35 | Dominikana | Santo Domingo |
| 6 listopada 201316:00 |          | 13:35 |            | Santo Domingo |

| 7 listopada 201314:00 | Portoryko | 36:26 | Kolumbia | Santo Domingo |
| 7 listopada 201314:00 |           | 36:26 |          | Santo Domingo |

| 7 listopada 201316:00 | Dominikana | 21:27 | Kuba | Santo Domingo |
| 7 listopada 201316:00 |            | 21:27 |      | Santo Domingo |

| 8 listopada 201314:00 | Kuba | 46:17 | Kolumbia | Santo Domingo |
| 8 listopada 201314:00 |      | 46:17 |          | Santo Domingo |